# Bessas
Bessas est une commune française située dans le département de l'Ardèche, en région Auvergne-Rhône-Alpes.
Ses habitants sont les Bessassois et les Bessassoises.

## Géographie

### Situation et description
Rattachée à la communauté de communes des Gorges de l'Ardèche dans le Bas-Vivarais, la commune de Bessas est située à 6 kilomètres de Barjac (Gard), 16 kilomètres de Vallon-Pont-d'Arc et 45 kilomètres d'Aubenas. Le climat est de type méditerranéen.

### Communes limitrophes
Les communes limitrophes sont Beaulieu, Grospierres, Saint-Sauveur-de-Cruzières, Vagnas et Barjac.

### Climat
Pour des articles plus généraux, voir Climat d'Auvergne-Rhône-Alpes et Climat de l'Ardèche.
En 2010, le climat de la commune est de type climat méditerranéen franc, selon une étude du CNRS s'appuyant sur une série de données couvrant la période 1971-2000. En 2020, Météo-France publie une typologie des climats de la France métropolitaine dans laquelle la commune est exposée à un climat de montagne ou de marges de montagne et est dans la région climatique Provence, Languedoc-Roussillon, caractérisée par une pluviométrie faible en été, un très bon ensoleillement (2 600 h/an), un été chaud (21,5 °C), un air très sec en été, sec en toutes saisons, des vents forts (fréquence de 40 à 50 % de vents > 5 m/s) et peu de brouillards.
Pour la période 1971-2000, la température annuelle moyenne est de 12,6 °C, avec une amplitude thermique annuelle de 17,9 °C. Le cumul annuel moyen de précipitations est de 993 mm, avec 6,9 jours de précipitations en janvier et 3,8 jours en juillet. Pour la période 1991-2020, la température moyenne annuelle observée sur la station météorologique de Météo-France la plus proche, sur la commune de Grospierres à 6 km à vol d'oiseau, est de 13,9 °C et le cumul annuel moyen de précipitations est de 1 094,7 mm,. Pour l'avenir, les paramètres climatiques de la commune estimés pour 2050 selon différents scénarios d'émission de gaz à effet de serre sont consultables sur un site dédié publié par Météo-France en novembre 2022.

### Hydrographie
Quelques ruisseaux et torrents de montagne sillonnent le territoire mais aucun cour d'eau notable.

### Voies de communication
Le territoire de la commune n'est traversé que par une seule départementale la RD 255.

## Urbanisme

### Typologie
Au 1er janvier 2024, Bessas est catégorisée commune rurale à habitat très dispersé, selon la nouvelle grille communale de densité à 7 niveaux définie par l'Insee en 2022.
Elle est située hors unité urbaine et hors attraction des villes,.

### Occupation des sols
L'occupation des sols de la commune, telle qu'elle ressort de la base de données européenne d’occupation biophysique des sols Corine Land Cover (CLC), est marquée par l'importance des territoires agricoles (56,8 % en 2018), en diminution par rapport à 1990 (61,4 %). La répartition détaillée en 2018 est la suivante : 
zones agricoles hétérogènes (37 %), milieux à végétation arbustive et/ou herbacée (23,6 %), forêts (19,7 %), cultures permanentes (10,1 %), terres arables (9,7 %).
L'évolution de l’occupation des sols de la commune et de ses infrastructures peut être observée sur les différentes représentations cartographiques du territoire : la carte de Cassini (XVIIIe siècle), la carte d'état-major (1820-1866) et les cartes ou photos aériennes de l'IGN pour la période actuelle (1950 à aujourd'hui).

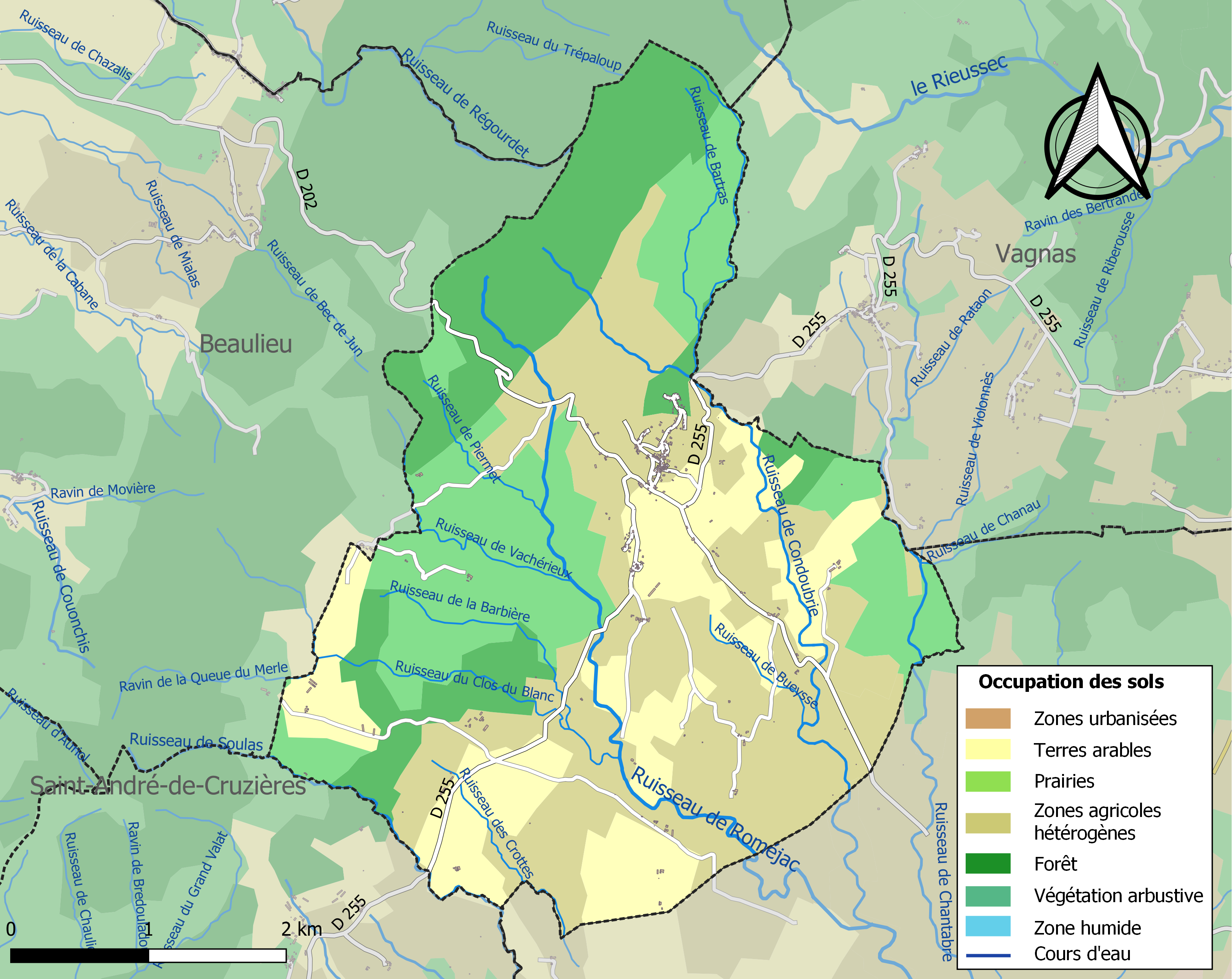
Carte des infrastructures et de l'occupation des sols de la commune en 2018 (CLC).

### Lieux-dits, hameaux et écarts
Parmi les hameaux de la localité, on peut citer :
- les Granges,
- les Hostes,
- le Moulinas.

## Politique et administration

### Liste des maires
| Période                                  | Période                   | Identité       | Étiquette | Qualité                    |
| ---------------------------------------- | ------------------------- | -------------- | --------- | -------------------------- |
| Les données manquantes sont à compléter. |                           |                |           |                            |
| mars 2001                                | En cours (au 6 août 2020) | Alain Chambon, | PG        | Retraité de l'enseignement |

## Population et société

### Démographie
L'évolution du nombre d'habitants est connue à travers les recensements de la population effectués dans la commune depuis 1793. Pour les communes de moins de 10 000 habitants, une enquête de recensement portant sur toute la population est réalisée tous les cinq ans, les populations de référence des années intermédiaires étant quant à elles estimées par interpolation ou extrapolation. Pour la commune, le premier recensement exhaustif entrant dans le cadre du nouveau dispositif a été réalisé en 2006.

En 2022, la commune comptait 234 habitants, en évolution de +11,43 % par rapport à 2016 (Ardèche : +2,48 %, France hors Mayotte : +2,11 %).
| 1793 | 1800 | 1806 | 1821 | 1831 | 1836 | 1841 | 1846 | 1851 |
| ---- | ---- | ---- | ---- | ---- | ---- | ---- | ---- | ---- |
| 294  | 227  | 284  | 341  | 470  | 494  | 483  | 491  | 566  |

| 1856 | 1861 | 1866 | 1872 | 1876 | 1881 | 1886 | 1891 | 1896 |
| ---- | ---- | ---- | ---- | ---- | ---- | ---- | ---- | ---- |
| 551  | 551  | 537  | 567  | 511  | 467  | 421  | 444  | 388  |

| 1901 | 1906 | 1911 | 1921 | 1926 | 1931 | 1936 | 1946 | 1954 |
| ---- | ---- | ---- | ---- | ---- | ---- | ---- | ---- | ---- |
| 367  | 343  | 330  | 272  | 235  | 211  | 198  | 180  | 147  |

| 1962 | 1968 | 1975 | 1982 | 1990 | 1999 | 2006 | 2011 | 2016 |
| ---- | ---- | ---- | ---- | ---- | ---- | ---- | ---- | ---- |
| 146  | 146  | 147  | 169  | 147  | 166  | 207  | 197  | 210  |

| 2021 | 2022 | - | - | - | - | - | - | - |
| ---- | ---- | - | - | - | - | - | - | - |
| 229  | 234  | - | - | - | - | - | - | - |

### Enseignement
La commune est rattachée à l'académie de Grenoble.

## Culture et patrimoine

### Lieux et monuments
- Château de la fin du XVIe siècle flanqué de quatre tours rondes.
- Église Saint-Étienne de Bessas à façade baroque qui abrite un retable en bois polychrome du XVIIe siècle classé à l’inventaire supplémentaire des monuments historiques[18].

### Zones naturelles protégées
- Le marais de Malibaud est classé zone naturelle d'intérêt écologique, faunistique et floristique de type I sur une zone de 1 287 hectares située en partie sur la commune de Bessas.